# Еміграційний будинок (Чортків)
Еміграці́йний буди́нок — будинок у місті Чорткові на Тернопільщині.
Розташований на вулиці Степана Бандери, 1.
Оголошений пам'яткою архітектури місцевого значення, охоронний номер 1752

## Відомості
Збудований у 1885—1889 роках XIX століття. 
На початку ХХ століття тут розміщувався синдикат еміграційний, який згодом став окружним. Тут був координаційний центр відправлення людей за океан. Сотні українців не тільки з Чорткова й навколишніх сіл, а й з інших міст, переступивши поріг цього будинку, часто назавжди прощалися з батьківщиною.